# Nesodynerus conifer
Nesodynerus conifer är en stekelart som beskrevs av Perkins 1899. Nesodynerus conifer ingår i släktet Nesodynerus och familjen Eumenidae. Inga underarter finns listade i Catalogue of Life.